# カプロッティ式弁装置

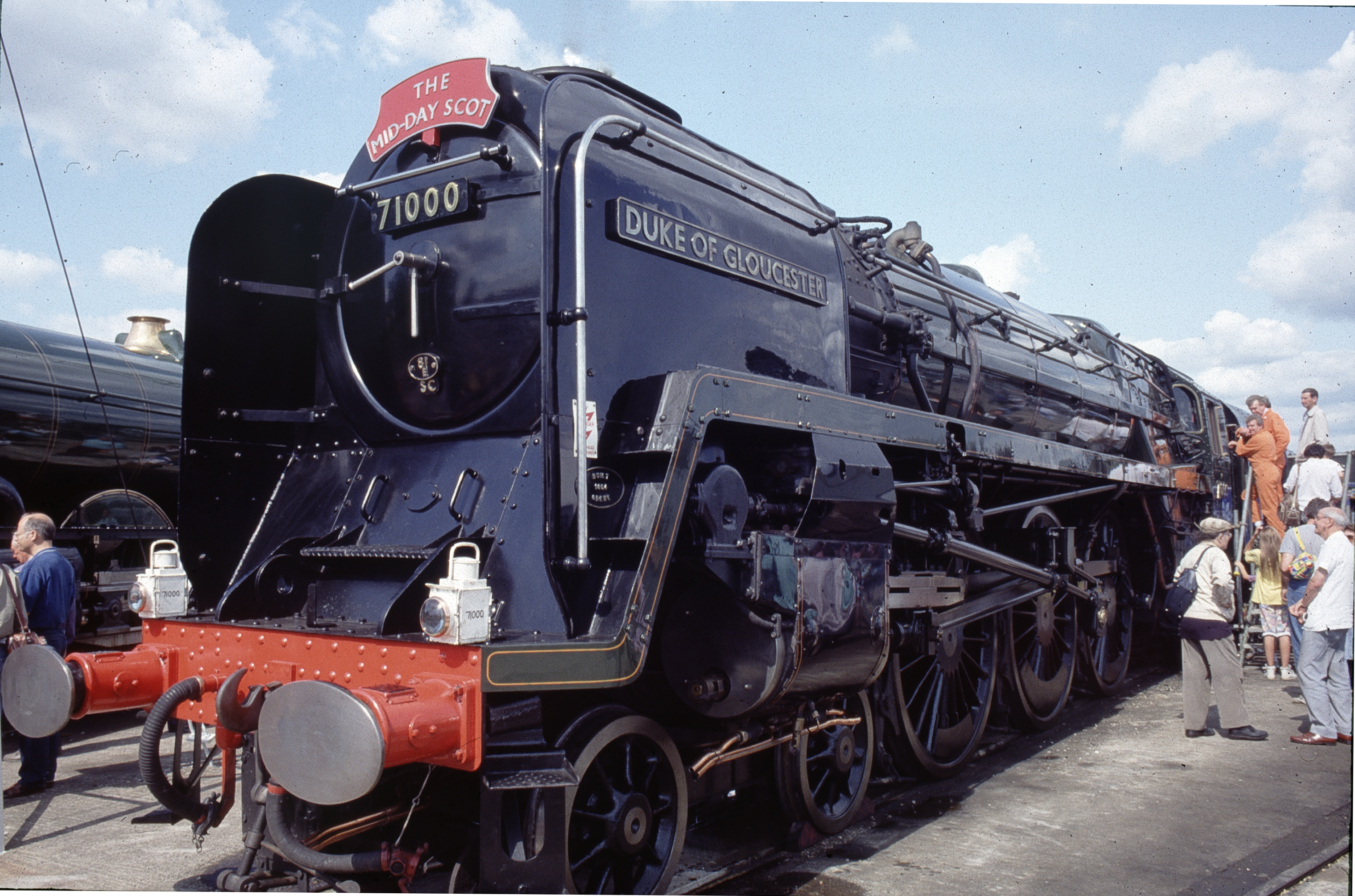
デューク・オブ・グロスター

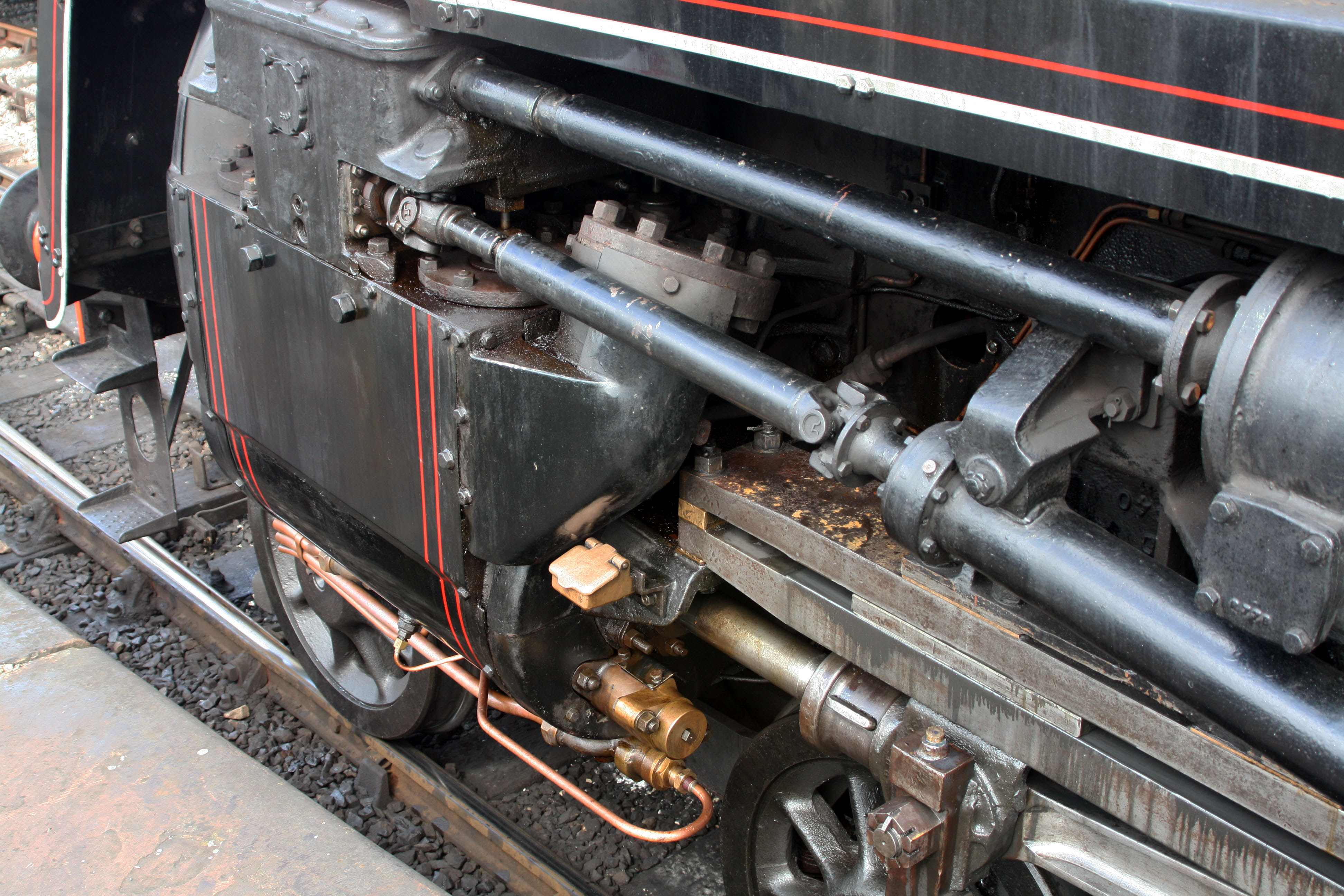
イギリス国鉄73129号機のカプロッティ式弁装置

カプロッティ式弁装置（カプロッティしきべんそうち、英: Caprotti valve gear）は、1920年代初頭にイタリアの設計者・技術者アルトゥーロ・カプロッティが発明した蒸気機関の弁装置である。他の弁装置がピストンバルブを使用しているのに対し、カプロッティ式弁装置ではカムシャフトとポペットバルブを使用しているのが特徴である。カプロッティは自動車用バルブを元にして、蒸気機関に適合するよう変更を加えて設計を行った。カプロッティは1938年にウスターを拠点とするエンジニアリング会社ヒーナン・アンド・フルードと合弁していたが、第二次世界大戦後の1947年にはヒーナン・アンド・フルードがカプロッティを買収した。

## イタリア
カプロッティ式弁装置は、1921年にフェッロヴィーエ・デッロ・スタート（FS）の740形蒸気機関車（軸配置2-8-0）に最初に搭載されて試験が行われた。カプロッティ式弁装置は通常のピストンバルブよりも高価で複雑だったが、機関車の性能は大幅に向上した。1930年代までにFSの機関車334両の他、他社の狭軌用機関車77両に搭載された。前者のうち、新造されたのは一部であり、ほとんどは旧式化した飽和式複式蒸気機関車からの改造であった。
カプロッティ式弁装置は性能こそ優れていたものの、複雑でメンテナンスに費用がかかることから、カプロッティ式弁装置を採用した機関車のほとんどはワルシャート式弁装置を採用した機関車よりも早く、1960年代に運用から外された。

## イギリス
1926年8月、ロンドン・ミッドランド・アンド・スコティッシュ鉄道は4シリンダ機のクロートン形蒸気機関車5908号機にカプロッティ式弁装置とポペットバルブを取り付けた。試運転の後、1928年にはクロートン形9両がボイラーを大型化したうえでカプロッティ式弁装置とポペットバルブに交換された。同年、比較のためにクロートン形10両がワルシャート式弁装置とピストンバルブのままでボイラのみ大型化された。同年後半には5908号機もボイラーが大型化された。比較の結果、カプロッティ式はワルシャート式よりも石炭と水の利用効率が高いことが分かったが、後にワルシャート式で効率が落ちる要因は、幅の広い1本のピストンリングを使用していたためにバルブヘッドから蒸気が漏れるためであったことが判明した。そこでワルシャート式のままとした機関車1両について、ピストンリングを細いもの数本に交換してみたところ、交換にかかるコストはかなり安いにもかかわらず、効率はカプロッティ式と同等になった。このため、クロートン形ではこれ以上カプロッティ式への交換は行われず、カプロッティ式に交換された10両も1935年から1936年にかけて廃車された。
ロンドン・アンド・ノース・イースタン鉄道（LNER）では、1929年にLNER B3形蒸気機関車のうち2両をカプロッティ式に改造し、その後1938年から1939年にかけてさらに2両を改造した。この機関車も4シリンダ機で、ポペットバルブは各シリンダーの両端に2つずつ、垂直に取り付けられていた。最初に改造された機関車は1943年にワルシャート式に戻されたが、あとの3両は1946年から1947年にかけて運用を外れるまでカプロッティ式のままであった。

## イギリス国鉄形カプロッティ式弁装置
イギリス国鉄は1950年代にカプロッティ式弁装置を独自に改良したイギリス国鉄形カプロッティ式弁装置（British Caprotti valve gear）を開発し、LMS 5形蒸気機関車の44686号機および44687号機、イギリス国鉄5形蒸気機関車の73125号機から73154号機までの30両、そしてイギリス国鉄8形蒸気機関車71000号機「デューク・オブ・グロスター」に搭載した。その結果はまちまちで、デューク・オブ・グロスターの性能は特に期待外れであった。この原因は、後に機関車の設計および製造時の欠陥によるものであることが判明した。
改良されたカプロッティ式弁装置は、他の弁装置よりも製造コストが高くなるが効率ははるかに高かった。イギリス国鉄形カプロッティ式弁装置の主な改善点は、機構の大部分を密閉したことである。これにより、蒸気機関車の過酷な使用環境での摩耗が減少し、吸気と排気を完全に独立して制御することができた。欠陥を修正して復元されたデューク・オブ・グロスターは、イギリス国鉄形カプロッティ式弁装置の高い性能を証明してみせた。